# Distretto di Lerik
Il distretto di Lerik (in azero: Lerik rayon) è un distretto dell'Azerbaigian. Il suo capoluogo è Lerik.